# أندي ديلز
أندي ديلز (بالإنجليزية: Andy Dales)‏ هو لاعب كرة قدم بريطاني في مركز نصف الجناح، ولد في 13 نوفمبر 1994 في إنجلترا في المملكة المتحدة. لعب مع سكونثورب يونايتد.

## وصلات خارجية
- أندي ديلز على موقع قاعدة بيانات كرة القدم.إي يو (الإنجليزية)
- أندي ديلز على موقع Soccerbase.com (لاعب) (الإنجليزية)
- أندي ديلز على موقع Soccerway.com (الإنجليزية)